# Biltsche Zwemclub Brandenburg
Biltsche Zwemclub Brandenburg (kortweg BZC Brandenburg) is een Nederlandse zwem- en waterpolovereniging uit Bilthoven.

## Geschiedenis
Biltsche Zwemclub Brandenburg werd op 18 augustus 1926 opgericht. De vereniging komt voort uit de Biltsche Zwemclub, opgericht op 14 mei 1926. Voor de Eerste Wereldoorlog waren er ook verschillende activiteiten onder die naam.

## Erelijst
Dames:
- Nederlands kampioenschap waterpolo Dames

1990-1991, 2005-2006
- KNZB Beker 2 (ManMeer!-Cup)

1998-1999, 2021-2022
- LEN Champions Cup

1991-1992

## Waterpolo
BZC Brandenbrug komt bij de vrouwen uit in de landelijke hoofdklasse. In het verleden werd een Nederlands kampioenschap behaald.
Daarnaast zijn de mannen actief in de eerste klasse, waar ze meedoen in de bovenste regionen. De jeugd is ook zeer actief op landelijk topniveau, in de vorm van deelnamen aan Nederlandse kampioenschappen. Veel jeugd wordt daarom ook geselecteerd voor Nederlandse teams en het Utrechts team.

## Bekende (oud-)leden
- Johan Aantjes
- Robert Havekotte
- Ilse van der Meijden
- Simone Koot
- Alette Sijbring